# Hans Sens

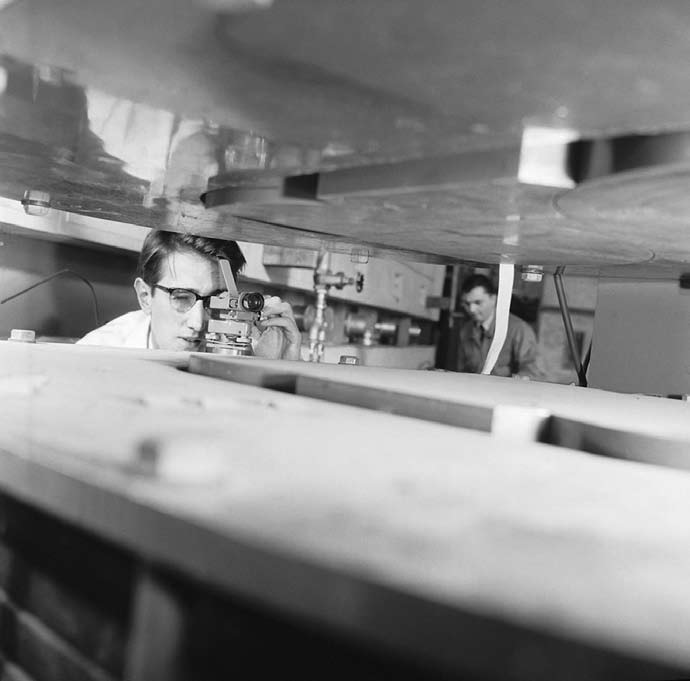

Johannes (Hans) C. Sens (30 november 1928 – Nice, 3 november 2008) was een Nederlandse fysicus en hoogleraar in de hoge-energiefysica, voornamelijk verbonden aan het CERN (Europees laboratorium voor deeltjesfysica nabij Geneve).

## Opleiding
Sens studeerde af aan de Technische Universiteit Delft in 1953, waarna hij zijn studie voortzette aan de Universiteit van Chicago, onder meer bij Enrico Fermi. Hij promoveerde bij Valentin Telegdi op studies aan muonen. In 1958 vertrok hij naar CERN, waar hij met Leon Lederman methodes ging bestuderen om g-2 metingen te doen (methoden gericht op precisiemetingen van het anomale magnetische moment van het muon, indertijd een belangrijke test van relativistische kwantumelektrodynamica).

## Verdere loopbaan
In 1966 trad Sens in dienst van de Stichting voor Fundamenteel Onderzoek der Materie (FOM) en de Universiteit Utrecht. In de periode 1966 tot 1994 gaf hij colleges deeltjesfysica en begeleidde hij daarnaast een groot aantal proefschriften. Hij was betrokken bij het Intersecting Storage Rings (ISR)-project van CERN, welke in 1971 in bedrijf werd genomen. Daarnaast was hij woordvoerder en leider van de CERN-Holland-Lancaster-Manchester collaboratie. ISR was de eerste proton-proton-bundelmachine ter wereld, met een (voor die tijd) hoge energie van 54 GeV in het zwaartepuntsysteem. Bij de ISR werden belangrijke nieuwe resultaten verkregen op het gebied van de deeltjesproductie, werd een verrassende stijging van de totale werkzame doorsnede gemeten en werden, voor het eerst, "harde" botsingen tussen quarks in de protonen waargenomen.
In 1976 bracht Sens een jaar door bij het Fermilab in de Verenigde Staten en speelde daar een belangrijke rol in het door Lederman geleide experiment dat leidde tot de ontdekking van het nieuwe deeltje Upsilon meson. Gedurende de periode 1979-1986 was Sens werkzaam bij het Stanford Lineair Accelerator Center, waar hij leiding gaf aan de Nederlandse groep die bij de nieuwe PEP - (elektron-positron) - versneller werkte. Hij concentreerde zich voornamelijk op de studie van foton-foton botsingen. De experimenten leidden tot nieuwe resultaten op het gebied van foton-structuur en op het gebied van de deeltjesspectroscopie.
Tijdens het laatste deel van zijn loopbaan maakte Sens deel uit van het door Sam Ting geleide L3 experiment bij de lectron-positron-machine LEP van CERN. Deze experimenten zette het Standaard Model van elementaire deeltjes en velden definitief op de kaart, ondersteund door een theorie (met bijdragen van Gerard 't Hooft en Martin Veltman), die een kwantitatieve interpretatie van precisiemetingen mogelijk maakte. Sens was lid van de Koninklijke Nederlandse Akademie van Wetenschappen (KNAW).